# 2 izoteki
2 izoteki (zapis stylizowany: 2 IZOTEKI) – singel polskiego rapera Maty. Singel został wydany 23 stycznia 2023.
Nagranie otrzymało w Polsce status platynowego singla, przekraczając liczbę 50 tysięcy sprzedanych kopii.

## Geneza utworu i historia wydania
Utwór napisali i skomponowali Michał Matczak, Mikołaj Vargas, Raman Tulayeu i Szymon Frackowiak.
Singel ukazał się w formacie digital download 23 stycznia 2023 w Polsce za pośrednictwem wytwórni płytowej SBM Label w dystrybucji e-Muzyka.

## Teledysk
Do utworu powstał animowany teledysk w reżyserii Mateusza Winkiela i Mariusza Stykały, który udostępniono w dniu premiery singla za pośrednictwem serwisu YouTube.

## Lista utworów
- Digital download[2]

1. „2 izoteki” – 2:38

## Notowania
| Kraj   | Lista (2023)             | Najwyższa pozycja |
| ------ | ------------------------ | ----------------- |
| Polska | Billboard Poland Songs   | 3                 |
| Polska | OLiS – single w streamie | 3                 |

| Kraj   | Lista (2023)             | Pozycja |
| ------ | ------------------------ | ------- |
| Polska | OLiS – single w streamie | 93      |

## Certyfikaty
| Kraj          | Certyfikat      | Sprzedaż |
| ------------- | --------------- | -------- |
| Polska (ZPAV) | platynowa płyta | 50 000+  |